# Kościół rektoralny Niepokalanego Poczęcia Najświętszej Maryi Panny w Lublinie
Kościół rektoralny Niepokalanego Poczęcia Najświętszej Maryi Panny w Lublinie – kościół rektoralny należący dawniej do zakonu karmelitanek bosych, obecnie do szarytek.

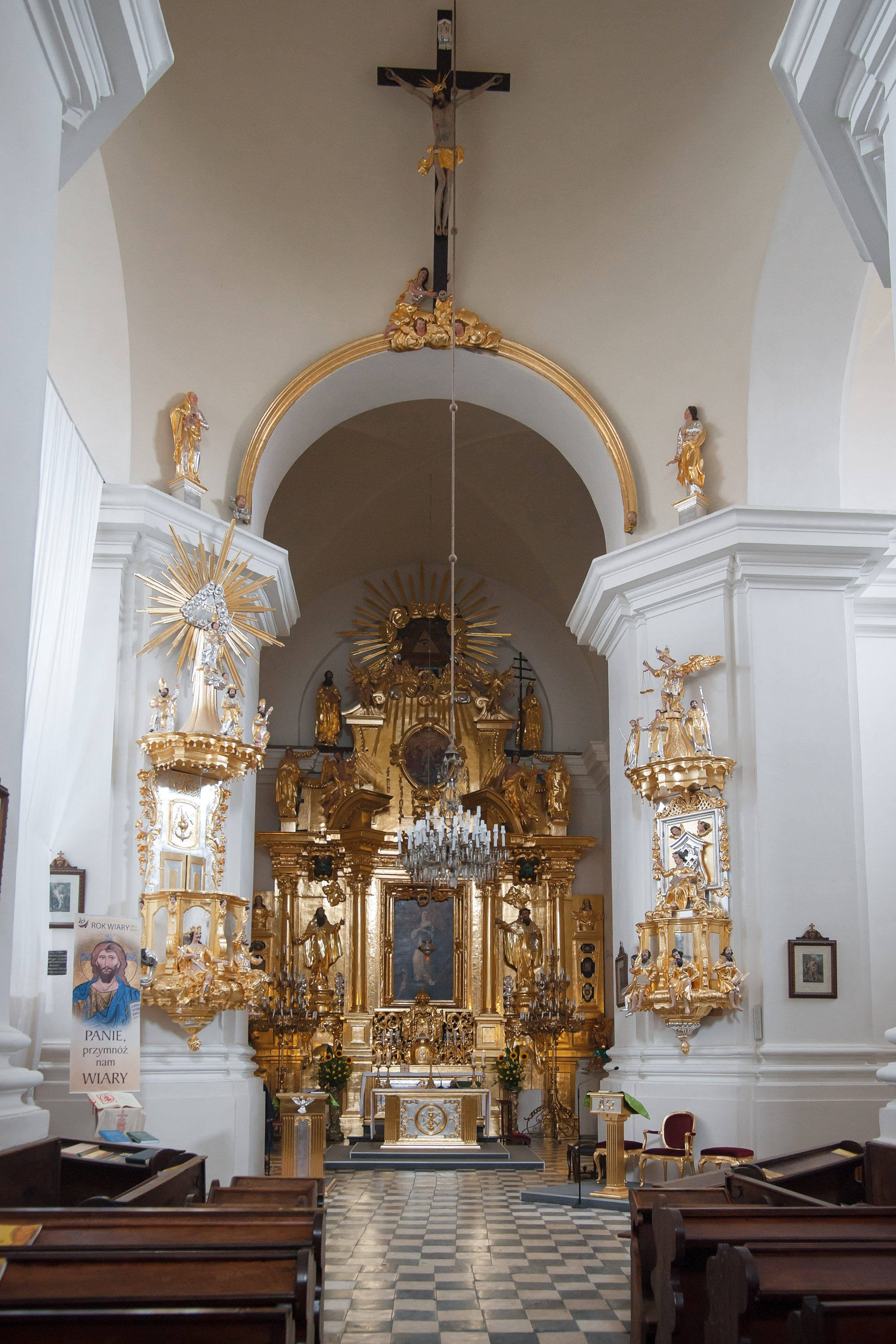
Wnętrze kościoła - ołtarz

## Historia, architektura i wyposażenie
Pierwotnie w I połowie XVII stulecia Zofia Daniłłowiczowa ufundowała klasztor dla zakonu Karmelitanek bosych a przy nim świątynie pod wezwaniem Niepokalanego Poczęcia Najświętszej Maryi Panny. Prace budowlane rozpoczęły się w 1644 roku. Klasztor wraz z kościołem tworzą czworokąt skupiony wokół wewnętrznego dziedzińca. W 1807 roku do klasztoru zostały przeniesione Karmelitanki bose z klasztoru przy kościele św. Józefa (obecnie należy do ojców karmelitów bosych). W późniejszych latach klasztor został częściowo zamieniony na szpital, a zakonnice otrzymały jedną czwartą budynków. W 1826 roku po odrestaurowaniu zabudowań klasztornych, zostały sprowadzone szarytki, które umieściły w klasztorze szpital oraz przytułek dla sierot. Kasata zakonów w 1864 roku doprowadziła do zredukowania liczby zakonnic do sześciu.
Jednocześnie z klasztorem w latach 1646-1650 rozpoczęła się budowa świątyni, którą ukończono na początku XVIII stulecia. Z powodu tak długiej budowy kościół jest niejednolity stylowo: fasada nie posiada wieży i została wzniesiona bardzo prymitywnie - reprezentuje renesans lubelski. Rzut świątyni to krzyż o nierównych ramionach, z dwiema zakrystiami, reprezentuje styl barokowy. Świątynia została konsekrowana w dniu 7 września 1721 roku przez sufragana lwowskiego biskupa Feliksa Sznawskiego (zostało to upamiętnione tablicą murowaną z napisem umieszczoną nad wielkimi drzwiami). Wyposażenie świątyni reprezentuje styl barokowy: ołtarz główny i cztery boczne oraz ambona.